# Gutenberg-Reichsausstellung
Die Gutenberg-Reichsausstellung (GRA) war eine für 1940 in Leipzig geplante Ausstellung als 500-Jahr-Feier zur europäischen Erfindung des Buchdrucks mit beweglichen Lettern durch Johannes Gutenberg. Sie sollte die führende Rolle Deutschlands in diesem Bereich darstellen. Wegen des Ausbruchs des Zweiten Weltkriegs fand die Ausstellung nicht statt.
Die Gutenberg-Reichsausstellung wurde spätestens ab 1936 geplant und vorbereitet. Sie sollte auf einem Gelände in Leipzig-Lindenau stattfinden. Um eine ausreichend freie Fläche zu schaffen, wurde die dort befindliche Radrennbahn abgetragen und 1939 der aus dem 16. Jahrhundert stammende Kuhturm sowie angrenzende architektonisch herausragende Gebäude des Palmengartens gesprengt.
In Vorbereitung der Ausstellung erhielt 1938 das Deutsche Buchgewerbehaus einen Anbau, der später wesentlicher Teil des Bugra-Messehauses war.
Maßgeblicher Initiator der Ausstellung war der Leipziger Zeitungswissenschaftler Walter Schöne. Er wurde bei der Organisation unter anderen unterstützt von dem Frankfurter Buchexperten Georg Kurt Schauer und dem Schriftsteller Erhart Kästner. Die Dauer der Ausstellung war vom 10. Mai bis 20. Oktober 1940 geplant. Es war bereits eine gusseiserne Medaille zur Ausstellung erschienen.